# Richard Marsh
Richard William Marsh, baron Marsh (ur. 14 marca 1928 w Londynie, zm. 29 lipca 2011) – brytyjski polityk, członek Partii Pracy, minister w drugim rządzie Harolda Wilsona.

## Życiorys
Wykształcenie odebrał w politechnice w Woolwich. W 1959 r. został wybrany do Izby Gmin jako reprezentant okręgu Greenwich. W latach 1964–1965 był parlamentarnym sekretarzem w ministerstwie budownictwa i samorządu lokalnego, a następnie piastował analogiczne stanowisko w ministerstwie technologii. W 1966 r. został członkiem gabinetu jako minister mocy, a w latach 1968–1969 sprawował urząd ministra transportu.
W 1971 r. zrezygnował z miejsca w Izbie Gmin. W latach 1971–1976 był prezesem zarządu British Railways. W 1981 r. został kreowany parem dożywotnim jako baron Marsh. Do śmierci zasiadał w Izbie Lordów jako par bezpartyjny.